# Roman Badanin
Roman Siergiejewicz Badanin (ros. Рома́н Серге́евич Бада́нин; ur. 1 stycznia 1970 w Kurganie) – rosyjski dziennikarz i działacz społeczny, redaktor naczelny niezależnej rosyjskiej stacji telewizyjnej Dożd w latach 2016–2017.

## Życiorys
Po ukończeniu studiów na Wydziale Historycznym Uniwersytetu Moskiewskiego zajmował się pracą naukową. W 2001 został zatrudniony w redakcji Gazeta.ru. Pracował m.in. w rosyjskim wydaniu magazynu "Forbes", kierował portalem gospodarczym RBK, ukończył studia na amerykańskim Uniwersytecie Stanforda. W 2018 założył portal Projekt, specjalizujący się w dziennikarstwie śledczym.
W marcu 2019 roku Projekt rozpoczął publikację serii artykułów, poświęconych prywatnej firmie wojskowej, tzw. grupie Wagnera. W tym samym czasie dziennikarze portalu zaczęli otrzymywać e-maile, w których grożono im zemstą za ich działalność. Doszło także do prób włamania na ich konta w serwisach społecznościowych i poczty elektronicznej.

To wszystko jest po prostu próbą zestresowania nas, oderwania od naszej pracy dziennikarskiej, pokazania, że jesteśmy pod nadzorem, że nas obserwują.

W połowie lipca 2021 portal Projekt został uznany za organizację niepożądaną w Rosji, natomiast Badanin i jego zastępca Michaił Rubin zostali wpisany przez ministerstwo sprawiedliwości Rosji na listę osób fizycznych "pełniących funkcję zagranicznego agenta". Wtedy Badanin postanowił ściągnąć za granicę, do "jednego z sąsiednich krajów", współpracowników portalu. Powołał się na przepisy z 2015 roku, które przewidują możliwość skazania na więzienie pracowników organizacji uznanych za niepożądane w Rosji. Jak podało radio Echo Moskwy, Badanin ogłosił, że nie wróci do Rosji, Projekt zaś będzie kontynuował działalność w tej lub innej formie poza Rosją. Zatrzymał się na pewien czas w Nowym Jorku. Po emigracji założył rosyjskojęzyczny portal dziennikarski „Agencja” (ros. Агентство).